# NGC 4865
NGC 4865 (również PGC 44578 lub UGC 8100) – galaktyka soczewkowata (S0), znajdująca się w gwiazdozbiorze Warkocza Bereniki. Odkrył ją Heinrich Louis d’Arrest 22 kwietnia 1865 roku.